# JO1 THE MOVIE 『未完成』-Go to the TOP-
JO1 THE MOVIE 『未完成』-Go to the TOP-（ジェイオーワン・ザ・ムービー『みかんせい』 -ゴー・トゥ・ザ・トップ-）は、2022年3月11日に公開された日本のグローバル男性アイドルグループ・JO1のドキュメンタリー映画である。

## 概要
JO1は、2019年にPRODUCE 101 JAPANで選ばれた11人で結成されたグローバルボーイズグループである。2020年3月4日のデビュー直後から、新型コロナウイルス感染症の世界的流行の影響を受け、活動制限を余儀なくされていた。その中でもインターネットを通じてファンと交流する姿が評価され、2021年の1年間にTwitter上で最もメンションされた国内アーティストに選ばれた。そんなJO1のデビュー初期から2021年に行われた初の有観客ライブ『2021 JO1 LIVE “OPEN THE DOOR”』までの様子が描かれる。

## スタッフ
- 監督: 稲垣哲朗
- エグゼクティブプロデューサー: 崔信化、大田圭二、神夏磯秀
- プロデューサー: 北橋悠佑、澁澤匡哉、田村洋
- 撮影: 中村勇喜、成川隼弥
- 編集: 稲垣哲朗
- カラリスト: 高山春彦
- 整音: 東里聡
- 宣伝プロデューサー: 佐藤孝文、木村徳永
- 製作: LAPONEエンタテインメント、東宝
- 制作: 吉本興業
- 制作協力: 利休
- 配給: 東宝映像事業部、吉本興業

## 製作
2021年
- 12月12日、グループ結成2周年を記念した生配信「JO1&JAM 2nd Birthday Party」上で、本作の公開とメンバー全員が主演を務めるドラマ「ショート・プログラム」の配信が発表された[7][8][9]。
- 12月20日、特報映像とポスタービジュアルが公開された[10][11]。

2022年
- 2月11日、予告映像の公開、場面写真も一挙解禁された[12]。また、予告映像より映画のために書き下ろされた新曲「飛べるから」が主題歌になったことが発表された。なお劇場限定のムビチケの販売を開始した。
- 3月4日、完成記念プレミア試写会がTOHOシネマズ新宿で開催。金城は復帰後初めて公の場に姿を見せた。
- 3月12日、公開記念舞台挨拶がTOHOシネマズ新宿で開催され、全国101の上映劇場で生中継された。この日、稲垣哲郎監督は今作の密着素材について「ハードディスクの容量50TB分に及ぶ」と話した[13]。